# Fredrik Preis
Fredrik Preis till Ulvsunda, född 1 mars 1734 i Haag, Nederländerna, död 7 juni 1788 på Ulvsunda slott, Bromma, Stockholm, var en svensk friherre och statssekreterare.

## Biografi

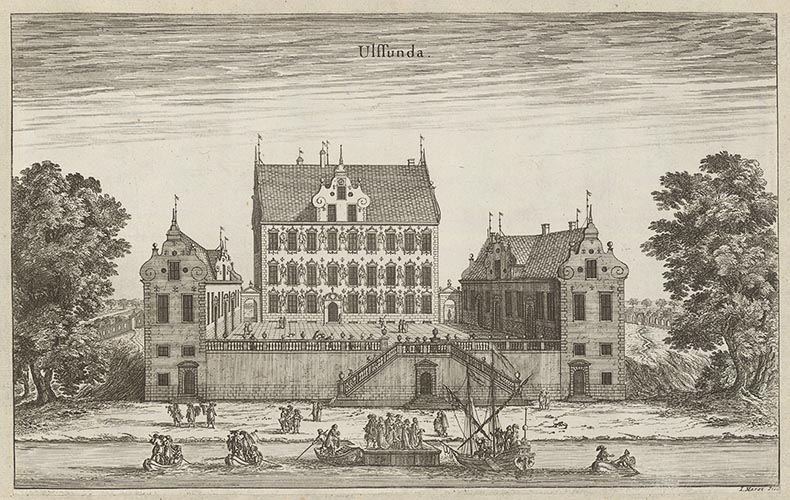
Ulvsunda slott i Bromma, väster om Stockholm, i Suecia antiqua et hodierna, ca 1670.

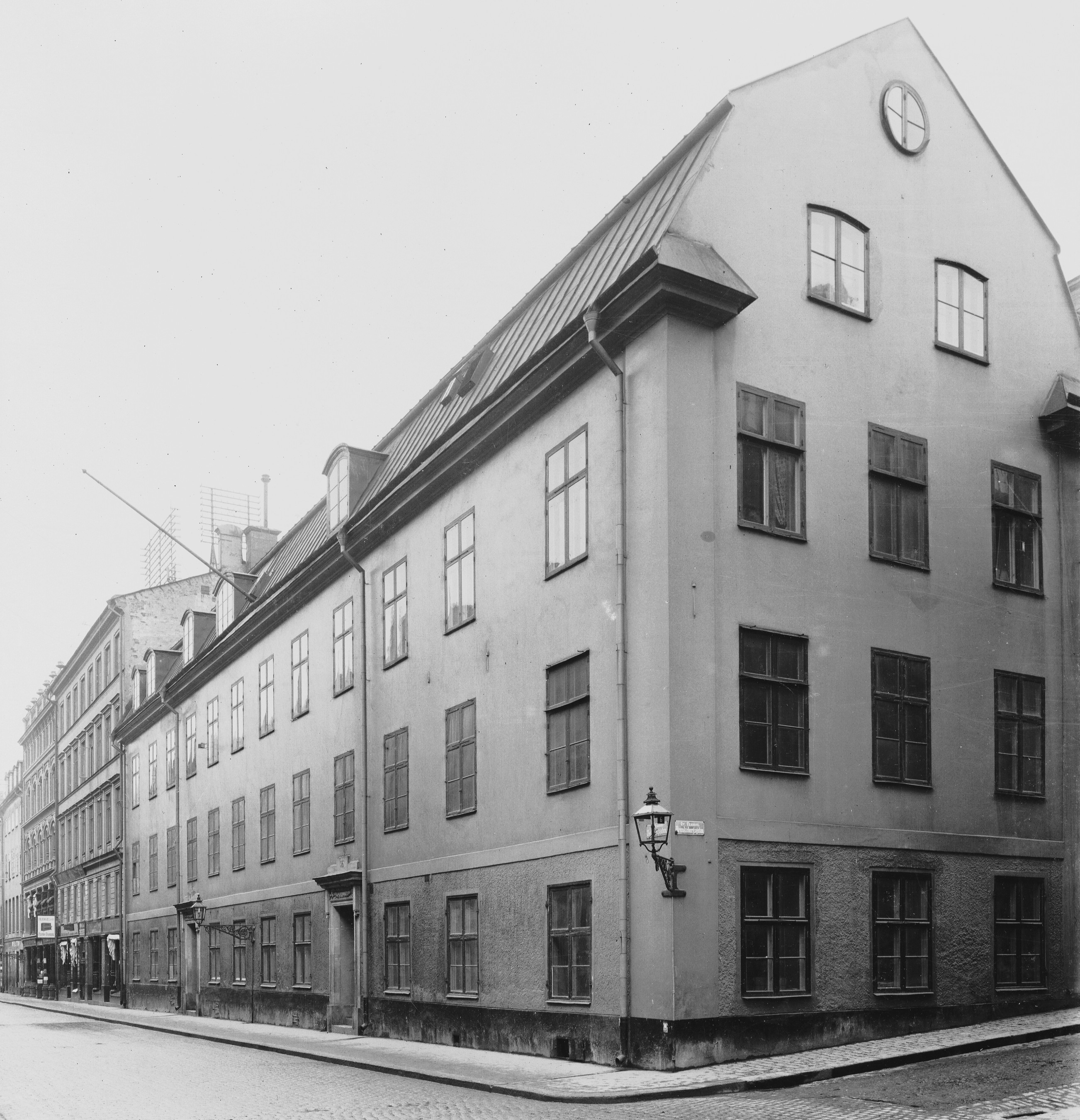
Preissiska huset utmed Drottninggatan 36 i Klarakvarteren i centrala Stockholm, år 1903.

Fredrik Preis var son till friherre Joakim Fredrik Preis (1667-1759), som var diplomat, kansliråd och hovråd i Haag, och hans hustru Maria Elisabeth Reinders (1697-1745). Preis var först kommissionssekreterare i Haag. Efter faderns död 1759 flyttade han till Sverige. Preis var anställd i Riksarkivet 26 juli 1762 och blev kunglig sekreterare 24 januari 1763, men avgick 1772 som en protest mot den korruption som rådde inom statsförvaltningen under frihetstiden. En förändring skedde med Gustav III:s statskupp år 1772, där armén ställde sig på kungens sida. Den nya regeringsformen antogs av ständerna två dagar efter statskuppen och den avslutade frihetstiden, och ökade väsentligen kungens makt på bekostnad av riksrådet och riksdagen (ständerna).
Fredrik Preis ägde Ulvsunda slott och var friherre till Ulvslunda i Bromma åren 1764–1788. Han köpte Ulvsundagodset 1764, där han sedan också residerade fram till sin död 1788. Fredrik Preis gifte sig 1774 den 21 juli 1774 i Vällinge med Anna Maria Grill (1747-1812). Hon var född 1747 i Göteborg och död 23 augusti 1812 i Stockholm samt dotter till direktören i Svenska Ostindiska kompaniet, köpmannen Abraham Grill den yngre (1707-1768) och Anna Maria Petersén (1713-1754). Abraham Grill den yngres bror var den kände köpmannen och bruksidkaren Claes Grill. En av hans systrar, den ogifta Hedvig Preis, avled på Ulvsunda 1773. Fram till sin död 1788 bodde han med sin hustru på Ulvsunda. Han dog barnlös 7 juni 1788 på Ulvsunda slott och slöt därmed ätten samt begravdes den 19 juni 1788 i Maria Magdalena kyrka i Stockholm.
Enligt Sixten Rönnow köpte Preis Ulvsundagodset 1764 för 378 000 Daler kopparmynt. På 1780-talet utvidgade och förändrade han bebyggelse radikalt i godsets norra delar, speciellt kring Ranhammars sätesård, nuvarande industriområdet och Bromma flygfält. Bland annat lät han bygga sju "utgårdar" eller torp (Ekeby, Norrby, Rivan, Glia kronohemman, Dorpt, Stenhammar och Nytorpet) så att de kom att ligga kring Ranhammars sätesgård i en halvcirkel. Han lät också bygga ett nytt vägsystem, som kan studeras på de gamla handritade lantmäterikartorna. De äldsta lindarna i infartsallén planterades på 1780-talet, det vill säga under Preis' tid. Detta motsägs dock av J G Meijers målning av Ulvsunda slott från 1793, där slottsallén avbildas fullt utvuxen. Allén kan alltså ha anlagts tidigare.
Preissiska huset på Drottninggatan 36 uppfördes på 1680-talet och om- och tillbyggdes 1775 efter ritningar av murarmästaren Johan Daniel Degenaer. Jean Eric Rehn svarade för husets inredningar 1787. Det tillföll kronan som danaarv 1796 efter Fredrik Preis' far, diplomaten och friherren Joakim Fredrik Preis. Det var en betydelsefull kulturhistorisk byggnad i Klarakvarteren i det centrala Stockholm. Byggnaden revs år 1969 och på platsen uppfördes teaterbyggnaden i Kulturhuset.

## Källa
- Friherrliga ätten Preis nr 261, Adlad 1719-08-22, introd. 1723. Friherrlig 1756-10-18, introd. 1776. Utdöd 1788-06-07.